# アンラオ県 (ビンディン省)
アンラオ県（アンラオけん、ベトナム語：Huyện An Lão / 縣安老?）は、ベトナムビンディン省の県である。

## 行政区画
以下の1市鎮9社を管轄する。
- アンラオ市鎮（An Lão / 安老）
- アンズン社（An Dũng / 安勇）
- アンホア社（An Hòa / 安和）
- アンフン社（An Hưng / 安興）
- アンギア社（An Nghĩa / 安義）
- アンクアン社（An Quang / 安光）
- アンタン社（An Tân / 安新）
- アンチュン社（An Trung / 安中）
- アンヴィン社（An Vinh / 安榮）